# Distretto di Namakkal
Il distretto di Namakkal è un distretto del Tamil Nadu, in India, di 1 495 661 abitanti. Il suo capoluogo è Namakkal.